# さぬき市津田総合公園野球場
さぬき市津田総合公園野球場（さぬきし つだそうごうこうえん やきゅうじょう）は、香川県さぬき市の津田総合公園内にある野球場。2009年5月22日よりネーミングライツにより「アークバリア ベースボールパーク 津田」という愛称が付けられていた。

## 概要
1990年（平成2年）4月1日開場。

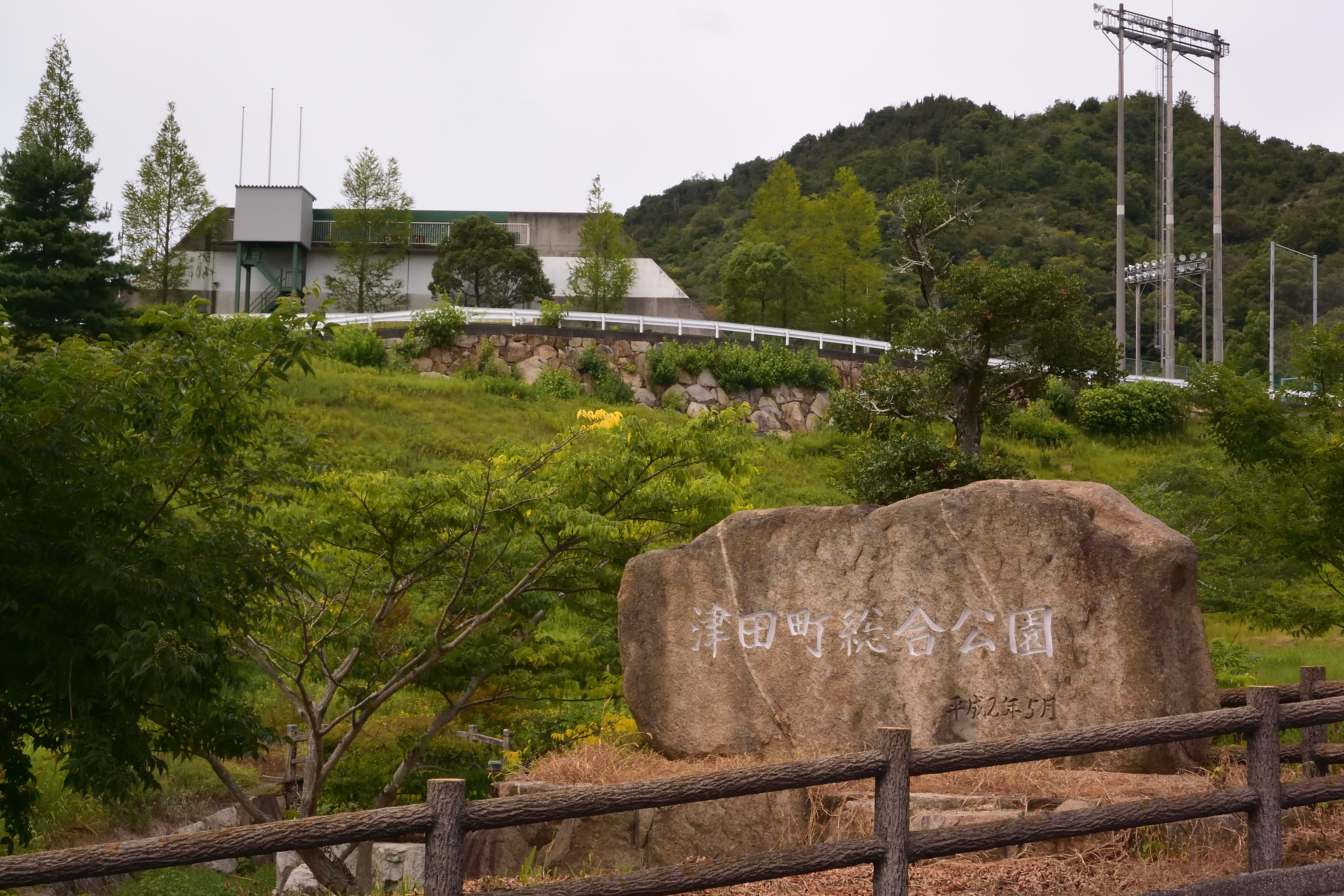
さぬき市津田総合公園入口

公園内には、テニスコートやゲートボール場、野外ステージがある。1993年の国民体育大会（東四国国体）高校野球（軟式）の会場として使用された。現在は四国大学野球リーグ戦の会場として使用されている。また、2007年3月に四国アイランドリーグのオープン戦が行われた。
2009年3月、さぬき市は財政再建のため、歳入増の一環として市営の3つの球場（他は志度・長尾）に対する命名権の売却先を公募し、高松市に本社を置くアークバリアと5月22日に契約した。契約は2013年度末までの5年間の予定であった。2014年度以降については報道や発表がない。2015年3月現在もさぬき市総合運動公園ウェブサイトの球場案内には命名権による名称が記載されていたが、2015年9月現在は記載されていない。また、地元紙である四国新聞の報道においては、2015年3月9日時点では「アークバリアBP津田」の表記であったが、2015年9月22日時点では「津田球場」である。

## 施設概要
- グラウンド面積（スタンド含む）：約14,000m2
- 両翼：92m、中堅：120m
- 内野：黒土混合土、外野：天然芝
- 収容人員：1,000人（バックネット裏：ベンチ式、内野一・三塁側：芝生席、外野：なし）
- スコアボード：磁気反転式　選手名表示は無し
- ナイター設備（簡易型）6基照度　不明

## 交通機関
- 鉄道：四国旅客鉄道（JR四国）高徳線 讃岐津田駅下車 徒歩40分
- バス：さぬき市コミュニティバス志度 - 寒川 - 津田線 津田運動公園下車徒歩約3〜5分
- 最寄りのインターチェンジ：高松自動車道 津田寒川インターチェンジ